# 1872年アメリカ合衆国大統領選挙
1872年アメリカ合衆国大統領選挙（1872ねんアメリカがっしゅうこくだいとうりょうせんきょ、英語: United States presidential election, 1872）は、1872年11月5日に行われたアメリカ合衆国大統領選挙（第22回）。共和党の内部分裂にも拘わらず、現職の大統領で急進派共和党指導者ユリシーズ・グラントがマサチューセッツ州選出のアメリカ合衆国上院議員ヘンリー・ウィルソンと共に容易に2期目に選ばれた。共和党の内部分裂は対抗馬のホレス・グリーリーに多くの進歩的共和党員が流れる結果になった。
1872年11月29日、一般投票は終わっていたがまだ選挙人投票が終わっていない時に、グリーリーが死んだ。その結果、グリーリーに投票するはずであった選挙人は、4人の大統領候補および8人の副大統領候補に投票することになった。グリーリー自身も死後の選挙人票3票を得たが、これらの票はアメリカ合衆国議会が認めなかった。

## 候補者の指名

### 共和党の指名
共和党の指名集会では752人の代議員が全会一致でグラント大統領の2期目の指名を決めた。しかし、現職副大統領のコルファクスは322票を獲得したものの、ウィルソン上院議員が400票を集め、再指名はならなかった。
共和党の功績によってうたわれた綱領

### 進歩的共和党の指名
共和党反体制派の影響力有る集団が党を離れ、進歩的共和党を結党した。この党の唯一の全国党員集会はシンシナティで開催され、「ニューヨーク・トリビューン」の編集者ホレス・グリーリーが、6回目の投票でチャールズ・フランシス・アダムズを破り、大統領候補者に指名された。ミズーリ州知事ベンジャミン・グラッツ・ブラウンが2回目の投票で副大統領候補に指名された。進歩的共和党の綱領は、南北戦争とレコンストラクションの憎しみを終わらせ（第2章と第3章）、汚職を防止するために公務員改革を要求し（第5章）、また関税問題を防ぐこと（第6章）だった。

### 民主党の指名
民主党もグリーリーとブラウンの組み合わせを指名した。グリーリーは724人の代議員のうち686票を獲得し、ブラウンも713票を得た。進歩的共和党の綱領を受け入れることは、民主党が新機軸を受け入れ、1868年の反レコンストラクション綱領を拒否したことを意味した。党員は前方を見据え、南北戦争を再度起こさないようにすれば勝てると認識した。また、グリーリー以外の候補者を指名すれば、反グラント票を分けてしまうだけだと認識した。しかし、グリーリーは長い間民主党を最も挑戦的に攻撃する者という評判があり、その原理、その指導力およびその活動力が候補者に対する熱意を冷ました。集会は2日間でわずか9時間続いただけであり、歴史上主要政党の党員集会としては最も短いものとなった。

### その他の指名
ビクトリア・ウッドハルがアメリカ合衆国史上初めての女性大統領候補となり、平等権党の公認で出馬した。その副大統領候補は有名な奴隷制度廃止論者で元奴隷であるフレデリック・ダグラスだった。ウッドハルは就任式の日に大統領になるには不適格とされた。これは憲法や法律もこの点では何も言っていないように、女性であるからではなく、憲法に規定する最低年齢の35歳に1873年9月23日までは達していないことが理由だった。ウッドハルとダグラスは下記「選挙結果」に乗っていない。2人の組み合わせで、一般投票の結果は無視できるほど少なく、選挙人票はゼロであった。

## 一般選挙

### 選挙運動
グラント陣営とその急進的支持者は広く政治腐敗を告発し、進歩的共和党は公務員改革と南部からの連邦軍撤退を含みレコンストラクション過程の終結を要求した。進歩的共和党も民主党もその候補者のグリーリーについては失望した。笑い話に何故愚か者と入れ替えるだけのために信用のできない人間を出すのかといわれた。政治的な経験のほとんどないまずい選挙運動員と共に、グリーリーの新聞編集者としての経歴は、その対抗馬にとってその長い風変わりな公職履歴を攻撃材料にさせた。グラントは南北戦争の勝利の記憶が残ってもおり、難攻不落であった。さらに、グリーリーの相棒ブラウンが飲酒癖のために幾つかの失言を犯した。例えば、あるキャンペーン・ピクニックの時に、飲み過ぎてスイカにバターを塗ろうとした。

#### 女性の参政権
この選挙は、1869年に全国婦人参政権協会とアメリカ婦人参政権協会が設立されてから初めてのものであった。それに対して、婦人参政権に対する反対運動がより拡がっていた。上述のビクトリア・ウッドハルが大統領候補に指名されたことに加えて、何人かの婦人参政権運動家が選挙で投票しようとした。スーザン・B・アンソニーは投票を試みた廉で逮捕され100ドルを科料された。ウッドハル自身は猥褻の廉で選挙日には刑務所にいた。

### 結果および投票に関する論争
一般投票の結果、グラントは56％対44％という差で容易にグリーリーに対し勝利した。選挙人投票ではグラントが286票を獲得し、グリーリーには66票が行くはずだったが、一般選挙から24日後、選挙人投票の前にあたる1872年11月29日にグリーリーが死に、グリーリーが獲得した6州（テキサス州、ミズーリ州、ケンタッキー州、テネシー州、ジョージア州およびメリーランド州）の選挙人の大半は他の民主党員に投票した。
1873年2月12日、選挙人投票の集計を行う上下院合同会議の席で、選挙の結果について下記のような多くの異議が提起された。しかし1876年アメリカ合衆国大統領選挙でなされた異議とは異なり、これらの異議は選挙結果に何の影響も与えなかった。
- アーカンソー州とルイジアナ州の選挙人投票は不正があったとして排除された。両州はグラントに投票していた。
- ジョージア州の選挙人のうち3人は大統領にグリーリーに投票した。グリーリーは選挙人達が投票を行った時には死んでおり、これらの票は排除された。この3人が副大統領候補としてブラウンに投じた票は採用された。
- テキサス州、ミシシッピ州、およびミシシッピ州の選挙人J・J・スペルマンの投票に対して異議が挙がった。最終的にこれらの選挙人票は認められた。

### 結果
| 大統領候補者 出身州                               | 党                  | 得票数     | 得票率     | 選挙人 得票数 | 副大統領候補者 出身州                                       | 選挙人 得票数 |
| ------------------------------------------------- | ------------------- | ---------- | ---------- | ------------- | ----------------------------------------------------------- | ------------- |
| ユリシーズ・グラント イリノイ州                   | 共和党              | 3,598,235  | 55.6%      | 286           | ヘンリー・ウィルソン マサチューセッツ州                     | 286           |
| ホレス・グリーリー ニューヨーク州                 | 民主党 進歩的共和党 | 2,834,761  | 43.8%      | (b)           | ベンジャミン・グラッツ・ブラウン ミズーリ州                 | 47            |
| トーマス・A・ヘンドリックス インディアナ州        | 民主党              | (a)        | -          | 42            | (c)                                                         | -             |
| ベンジャミン・グラッツ・ブラウン ミズーリ州       | 民主党 進歩的共和党 | (a)        | -          | 18            | (c)                                                         | -             |
| チャールズ・ジョーンズ・ジェンキンス ジョージア州 | 民主党              | (a)        | -          | 2             | (c)                                                         | -             |
| デイヴィッド・デイヴィス イリノイ州               | 進歩的共和党        | (a)        | -          | 1             | (c)                                                         | -             |
| チャールズ・オコーナー ニューヨーク州             | ブルボン民主党      | 18,602     | 0.3%       | 0             | チャールズ・フランシス・アダムズ・シニア マサチューセッツ州 | 0             |
| ジェイムズ・ブラック ペンシルベニア州             | 禁酒党              | 5,607      | 0.1%       | 0             | ジョン・ラッセル ミシガン州                                 | 0             |
| その他                                            | -                   | 10,473     | 0.2%       | 0             | -                                                           | 0             |
| 合計                                              | 合計                | 6,467,678  | 100%       | 349           | -                                                           | 352           |
| 選出必要数                                        | 選出必要数          | 選出必要数 | 選出必要数 | 175           | -                                                           | 177           |

- (a) これらの候補者はホレス・グリーリーに投票するはずだった選挙人の票を得た。
- (b) ホレス・グリーリーは選挙人票3票を得たが、失格とされた。
- (c) 下記「#組み合わせによる結果」を参照

### 州ごとの結果
出典: Walter Dean Burnham, Presidential ballots, 1836–1892 (Johns Hopkins University Press, 1955) pp 247–57.
| グラント/ウィルソンが勝利した州 |
| グリーリー/ブラウンが勝利した州 |

|                      |          | ユリシーズ・グラント 共和党 | ユリシーズ・グラント 共和党 | ユリシーズ・グラント 共和党 | ホレス・グリーリー 民主党/自由共和党 | ホレス・グリーリー 民主党/自由共和党 | ホレス・グリーリー 民主党/自由共和党 | チャールズ・オコーナー ブルボン民主党 | チャールズ・オコーナー ブルボン民主党 | チャールズ・オコーナー ブルボン民主党 | 票差    | 票差   | 州計      | 州計 |
| 州                   | 選挙人数 | #                           | %                           | 選挙人数                    | #                                    | %                                    | 選挙人数                             | #                                     | %                                     | 選挙人数                              | #       | %      | #         |      |
| -------------------- | -------- | --------------------------- | --------------------------- | --------------------------- | ------------------------------------ | ------------------------------------ | ------------------------------------ | ------------------------------------- | ------------------------------------- | ------------------------------------- | ------- | ------ | --------- | ---- |
| アラバマ州           | 10       | 90,272                      | 53.19                       | 10                          | 79,444                               | 46.81                                | -                                    | -                                     | -                                     | -                                     | 10,828  | 6.38   | 169,716   | AL   |
| アーカンソー州       | 6        | 41,373                      | 52.17                       | 0                           | 37,927                               | 47.83                                | -                                    | -                                     | -                                     | -                                     | 3,446   | 4.35   | 79,300    | AR   |
| カリフォルニア州     | 6        | 54,007                      | 56.38                       | 6                           | 40,717                               | 42.51                                | -                                    | 1,061                                 | 1.11                                  | -                                     | 13,290  | 13.87  | 95,785    | CA   |
| コネチカット州       | 6        | 50,314                      | 52.41                       | 6                           | 45,695                               | 47.59                                | -                                    | -                                     | -                                     | -                                     | 4,619   | 4.81   | 96,009    | CT   |
| デラウェア州         | 3        | 11,129                      | 51.00                       | 3                           | 10,205                               | 46.76                                | -                                    | 488                                   | 2.24                                  | -                                     | 924     | 4.23   | 21,822    | DE   |
| フロリダ州           | 4        | 17,763                      | 53.52                       | 4                           | 15,427                               | 46.48                                | -                                    | -                                     | -                                     | -                                     | 2,336   | 7.04   | 33,190    | FL   |
| ジョージア州         | 11       | 62,550                      | 45.03                       | -                           | 76,356                               | 54.97                                | 11                                   | -                                     | -                                     | -                                     | -13,806 | -9.94  | 138,906   | GA   |
| イリノイ州           | 21       | 241,936                     | 56.27                       | 21                          | 184,884                              | 43.00                                | -                                    | 3,151                                 | 0.73                                  | -                                     | 57,052  | 13.27  | 429,971   | IL   |
| インディアナ州       | 15       | 186,147                     | 53.00                       | 15                          | 163,632                              | 46.59                                | -                                    | 1,417                                 | 0.40                                  | -                                     | 22,515  | 6.41   | 351,196   | IN   |
| アイオワ州           | 11       | 131,566                     | 60.81                       | 11                          | 81,636                               | 37.73                                | -                                    | 2,221                                 | 1.03                                  | -                                     | 49,930  | 23.08  | 216,365   | IA   |
| カンザス州           | 5        | 66,805                      | 66.46                       | 5                           | 32,970                               | 32.80                                | -                                    | 156                                   | 0.16                                  | -                                     | 33,835  | 33.66  | 100,512   | KS   |
| ケンタッキー州       | 12       | 88,766                      | 46.44                       | -                           | 99,995                               | 52.32                                | 12                                   | 2,374                                 | 1.24                                  | -                                     | -11,229 | -5.87  | 191,135   | KY   |
| ルイジアナ州         | 8        | 71,663                      | 55.69                       | 0                           | 57,029                               | 44.31                                | -                                    | -                                     | -                                     | -                                     | 14,634  | 11.37  | 128,692   | LA   |
| メイン州             | 7        | 61,426                      | 67.86                       | 7                           | 29,097                               | 32.14                                | -                                    | -                                     | -                                     | -                                     | 32,329  | 35.71  | 90,523    | ME   |
| メリーランド州       | 8        | 66,760                      | 49.66                       | -                           | 67,687                               | 50.34                                | 8                                    | -                                     | -                                     | -                                     | -927    | -0.69  | 134,447   | MD   |
| マサチューセッツ州   | 13       | 133,455                     | 69.20                       | 13                          | 59,195                               | 30.69                                | -                                    | -                                     | -                                     | -                                     | 74,260  | 38.50  | 192,864   | MA   |
| ミシガン州           | 11       | 138,758                     | 62.66                       | 11                          | 78,551                               | 35.47                                | -                                    | 2,875                                 | 1.30                                  | -                                     | 60,207  | 27.19  | 221,455   | MI   |
| ミネソタ州           | 5        | 55,708                      | 61.27                       | 5                           | 35,211                               | 38.73                                | -                                    | -                                     | -                                     | -                                     | 20,497  | 22.54  | 90,919    | MN   |
| ミシシッピ州         | 8        | 82,175                      | 63.48                       | 8                           | 47,282                               | 36.52                                | -                                    | -                                     | -                                     | -                                     | 34,893  | 26.95  | 129,457   | MS   |
| ミズーリ州           | 15       | 119,196                     | 43.65                       | -                           | 151,434                              | 55.46                                | 15                                   | 2,429                                 | 0.89                                  | -                                     | -32,238 | -11.81 | 273,059   | MO   |
| ネブラスカ州         | 3        | 18,329                      | 70.68                       | 3                           | 7,603                                | 29.32                                | -                                    | -                                     | -                                     | -                                     | 10,726  | 41.36  | 25,932    | NE   |
| ネバダ州             | 3        | 8,413                       | 57.43                       | 3                           | 6,236                                | 42.57                                | -                                    | -                                     | -                                     | -                                     | 2,177   | 14.86  | 14,649    | NV   |
| ニューハンプシャー州 | 5        | 37,168                      | 53.94                       | 5                           | 31,425                               | 45.61                                | -                                    | -                                     | -                                     | -                                     | 5,743   | 8.33   | 68,906    | NH   |
| ニュージャージー州   | 9        | 91,656                      | 54.52                       | 9                           | 76,456                               | 45.48                                | -                                    | -                                     | -                                     | -                                     | 15,200  | 9.04   | 168,112   | NJ   |
| ニューヨーク州       | 35       | 440,738                     | 53.23                       | 35                          | 387,282                              | 46.77                                | -                                    | -                                     | -                                     | -                                     | 53,456  | 6.46   | 828,020   | NY   |
| ノースカロライナ州   | 10       | 94,772                      | 57.38                       | 10                          | 70,130                               | 42.46                                | -                                    | 261                                   | 0.16                                  | -                                     | 24,642  | 14.92  | 165,163   | NC   |
| オハイオ州           | 22       | 281,852                     | 53.24                       | 22                          | 244,321                              | 46.15                                | -                                    | 1,163                                 | 0.22                                  | -                                     | 37,531  | 7.09   | 529,436   | OH   |
| オレゴン州           | 3        | 11,818                      | 58.66                       | 3                           | 7,742                                | 38.43                                | -                                    | 587                                   | 2.91                                  | -                                     | 4,076   | 20.23  | 20,147    | OR   |
| ペンシルベニア州     | 29       | 349,589                     | 62.07                       | 29                          | 212,041                              | 37.65                                | -                                    | -                                     | -                                     | -                                     | 137,548 | 24.42  | 563,262   | PA   |
| ロードアイランド州   | 4        | 13,665                      | 71.94                       | 4                           | 5,329                                | 28.06                                | -                                    | -                                     | -                                     | -                                     | 8,336   | 43.89  | 18,994    | RI   |
| サウスカロライナ州   | 7        | 72,290                      | 75.73                       | 7                           | 22,699                               | 23.78                                | -                                    | 204                                   | 0.21                                  | -                                     | 49,591  | 51.95  | 95,452    | SC   |
| テネシー州           | 12       | 85,655                      | 47.84                       | -                           | 93,391                               | 52.16                                | 12                                   | -                                     | -                                     | -                                     | -7,736  | -4.32  | 179,046   | TN   |
| テキサス州           | 8        | 47,468                      | 40.71                       | -                           | 66,546                               | 57.07                                | 8                                    | 2,580                                 | 2.21                                  | -                                     | -19,078 | -16.36 | 116,594   | TX   |
| バーモント州         | 5        | 41,480                      | 78.29                       | 5                           | 10,926                               | 20.62                                | -                                    | 553                                   | 1.04                                  | -                                     | 30,554  | 57.67  | 52,980    | VT   |
| バージニア州         | 11       | 93,463                      | 50.47                       | 11                          | 91,647                               | 49.49                                | -                                    | 85                                    | 0.05                                  | -                                     | 1,816   | 0.98   | 185,195   | VA   |
| ウェストバージニア州 | 5        | 32,320                      | 51.74                       | 5                           | 29,532                               | 47.28                                | -                                    | 615                                   | 0.98                                  | -                                     | 2,788   | 4.46   | 62,467    | WV   |
| ウィスコンシン州     | 10       | 104,994                     | 54.60                       | 10                          | 86,477                               | 44.97                                | -                                    | 834                                   | 0.43                                  | -                                     | 18,517  | 9.16   | 192,305   | WI   |
| 合計:                | 366      | 3,597,439                   | 55.58                       | 286                         | 2,833,710                            | 43.78                                | 66                                   | 23,054                                | 0.36                                  | -                                     | 763,729 | 11.80  | 6,471,983 | US   |

### 接戦だった州
赤字は共和党、青字は自由共和党が勝利したことを示す。
得票率差5%未満 (選挙人数51)
1. メリーランド州 0.69%
2. バージニア州 0.98%
3. デラウェア州 4.23%
4. テネシー州 4.32%
5. アーカンソー州 4.35%
6. ウェストバージニア州 4.46%
7. コネチカット州 4.81%

得票率差5%以上10%未満 (選挙人数133):
1. ケンタッキー州 5.87%
2. アラバマ州 6.38%
3. インディアナ州 6.41%
4. ニューヨーク州 6.46%
5. フロリダ州 7.04%
6. オハイオ州 7.09%
7. ニューハンプシャー州 8.33%
8. ニュージャージー州 9.04%
9. ウィスコンシン州 9.16%
10. ジョージア州 9.94%

| 副大統領候補者                           | 出身州             | 党                  | 選挙人 得票数 |
| ---------------------------------------- | ------------------ | ------------------- | ------------- |
| ヘンリー・ウィルソン                     | マサチューセッツ州 | 共和党              | 286           |
| ベンジャミン・グラッツ・ブラウン         | ミズーリ州         | 民主党 進歩的共和党 | 47            |
| アルフレッド・コルキット                 | ジョージア州       | 民主党              | 5             |
| ジョージ・ワシントン・ジュリアン         | インディアナ州     | 進歩的共和党        | 5             |
| トマス・E・ブラムレット                  | ケンタッキー州     | 民主党              | 3             |
| ジョン・マコーリー・パーマー             | イリノイ州         | 民主党              | 3             |
| プレンティス・バンクス                   | マサチューセッツ州 | 進歩的共和党        | 1             |
| ウィリアム・スローカム・グローズベック   | オハイオ州         | 民主党 進歩的共和党 | 1             |
| ウィリス・ベンソン・メーチェン           | ケンタッキー州     | 民主党              | 1             |
| チャールズ・フランシス・アダムズ・シニア | マサチューセッツ州 | ブルボン民主党      | 0             |
| ジョン・ラッセル                         | ミシガン州         | 禁酒党              | 0             |
| 合計                                     | 合計               | 合計                | 352           |
| 選出必要数                               | 選出必要数         | 選出必要数          | 177           |

#### 組み合わせによる結果
| 大統領候補者                         | 副大統領候補者                         | 選挙人 得票数(a) |
| ------------------------------------ | -------------------------------------- | ---------------- |
| ユリシーズ・グラント                 | ヘンリー・ウィルソン                   | 286              |
| トーマス・A・ヘンドリックス          | ベンジャミン・グラッツ・ブラウン       | 41 - 42          |
| ベンジャミン・グラッツ・ブラウン     | アルフレッド・コルキット               | 5                |
| ベンジャミン・グラッツ・ブラウン     | ジョージ・ワシントン・ジュリアン       | 4 - 5            |
| ベンジャミン・グラッツ・ブラウン     | トマス・E・ブラムレット                | 3                |
| ホレス・グリーリー                   | ベンジャミン・グラッツ・ブラウン       | 3(b)             |
| ベンジャミン・グラッツ・ブラウン     | ジョン・マコーリー・パーマー           | 2 - 3            |
| チャールズ・ジョーンズ・ジェンキンス | ベンジャミン・グラッツ・ブラウン       | 2                |
| ベンジャミン・グラッツ・ブラウン     | プレンティス・バンクス                 | 1                |
| ベンジャミン・グラッツ・ブラウン     | ウィリス・ベンソン・メーチェン         | 1                |
| ベンジャミン・グラッツ・ブラウン     | ウィリアム・スローカム・グローズベック | 0 - 1            |
| デイヴィッド・デイヴィス             | ベンジャミン・グラッツ・ブラウン       | 0 - 1            |
| デイヴィッド・デイヴィス             | ウィリアム・スローカム・グローズベック | 0 - 1            |
| デイヴィッド・デイヴィス             | ジョージ・ワシントン・ジュリアン       | 0 - 1            |
| デイヴィッド・デイヴィス             | ジョン・マコーリー・パーマー           | 0 - 1            |
| トーマス・A・ヘンドリックス          | ウィリアム・スローカム・グローズベック | 0 - 1            |
| トーマス・A・ヘンドリックス          | ジョージ・ワシントン・ジュリアン       | 0 - 1            |
| トーマス・A・ヘンドリックス          | ジョン・マコーリー・パーマー           | 0 - 1            |
| 合計                                 | 合計                                   | 352              |
| 選出必要数                           | 選出必要数                             | 177              |

- (a) ウィキペディアの調査ではミズーリ州の4人の選挙人票における組み合わせをまだ十分に決定できていない。よって、可能性のある組み合わせについては最大値と最小値を示した。
- (b) グリーリーは失格となったが、ブラウンの副大統領票は集計された。

出典: "Electoral College Box Scores 1789–1996". アメリカ国立公文書記録管理局. 2005年7月31日閲覧。